# Bythinella ullaensis
Bythinella ullaensis is een slakkensoort uit de familie van de Hydrobiidae. De wetenschappelijke naam van de soort is voor het eerst geldig gepubliceerd in 2008 door Boeters & Falkner.